# Konstantín Txékhovitx
Konstantín Aleksàndrovitx Txékhovitx (rus: Константин Александрович Чехович) (Odessa, 8 de setembre de 1918 - Odessa, 25 de setembre de 1997) va ser un partisà soviètic ucraïnès. El 13 de novembre de 1943, durant la Segona Guerra Mundial, va cometre de forma autònoma un atemptat explosiu en un cinema de Pórkhov, que va matar 760 soldats alemanys de les tropes d'ocupació, inclosos 2 generals i més de 40 oficials. Per l'acte d'antifeixisme, un dels sabotatges més grans de la Resistència, va ser declarat ciutadà d'honor de Pórkhov.

## Trajectòria
Nascut a la ciutat d'Odessa, es va graduar a l'Institut Industrial d'Odessa, va treballar en la distribució a Gòrlivka com a cap adjunt del departament elèctric de Koksohimzavod núm. 3. Des d'allà va ser reclutat a l'Exèrcit Roig per l'oficina de registre i allistament militar del districte de Voroixílov. Des de setembre de 1939 va servir al 94è Batalló Separat de Rifles de la 10a Divisió d'Infanteria a la ciutat de Godutixki, a l'oest de la República Socialista Soviètica de Belarús i, des de novembre de 1940, al 62è Regiment d'Infanteria de la 10a Divisió d'Infanteria com a comandant d'una unitat de sapadors, que estava estacionat a la ciutat de Kretinga, a la República Socialista Soviètica de Lituània. A principis de 1941, es va convertir en candidat de les llistes del Partit Comunista de la Unió Soviètica (bolxevic).
A principis d'agost de 1941 va ser enviat darrere de les línies enemigues com a part d'un grup de sabotatge de cinc persones, però va ser emboscat pels nazis mentre travessava la línia del front. L'11 d'agost va ser capturat i enviat a un camp de presoners de guerra, d'on va escapar el 23 d'agost. Es va posar en contacte en secret amb els partisans de la 7a Brigada de Leningrad i va rebre l'encàrrec d'infiltrar-se a la línia dels alemanys a Pórkhov per a accions de sabotatge. A Pórkhov va conèixer Evdokia Vassílieva, a qui va llogar una habitació i, poc després, es va convertir en la seva muller amb la qual va tenir un fill, Oleg. Durant aquell temps va guanyar diners reparant rellotges i, complint una missió del comandament partisà, va aconseguir que els alemanys el contractessin com a electricista en una central elèctrica local. Més tard va aconseguir una feina com a administrador en un cinema.
Els partisans estaven actius als districtes de Pórkhovski, Dédovitxski, Dnovski i Novorjevski. Però ell es va mantenir en secret perquè estava preparat una gran operació. El comandament de la 7a Brigada Partisana de Leningrad planejava volar una central elèctrica o un pont ferroviari a Pórkhov. Txèkhovitx va ser nomenat marmessor i va proposar fer volar el cinema al cap adjunt del departament especial de l'esmentada brigada, Mikhaïl Malàkhov, i al comissari de brigada Aleksandr Maiórov, a qui va conèixer a la casa de la seva sogra al poble de Radilovo. En acabat, va aconseguir introduir secretament 65 quilos d'explosius a l'edifici, amb l'ajuda de la jove Ievguenia Mikhailova, que va aconseguir una feina com a netejadora al cinema. El 13 de novembre de 1943, a les 20 hores, es va produir una explosió, el sostre i els tres pisos del cinema de Pórkhov es van esfondrar, causant la mort de més de 700 soldats alemanys, 40 oficials i dos generals sense que es causessin danys col·laterals amb víctimes innocents.
Txèkhovitx, amb el grau militar de tinent en cap, va ser nominat per al títol d'Heroi de la Unió Soviètica, però per alguna raó aquest premi no es va atorgar mai. A la 7a Brigada Partisana de Leningrad, aviat va ser nomenat cap d'estat major del 2n destacament partisà, que en pocs mesos va fer descarrilar 49 trens, va fer volar 4 ponts ferroviaris i 9 d'autopistes, va destruir fins a 40 km. de comunicacions enemigues i va assassinar a 3.500 nazis. El març de 1944, després d'ajuntar-se amb unitats de l'Exèrcit Roig, el seu destacament va ser enviat a Leningrad.

### En temps de pau
Després de la guerra va treballar al Departament de Construcció i Restauració del Ferrocarril d'Octubre. Aleshores, ell i la seva família, es van traslladar a Odessa, per treballar com a vicepresident del comitè executiu del districte d'Ilitxovsk, secretari del comitè del partit del districte de Veliko-Mikhailovski i cap d'un taller a la planta mecànica d'Odessa.

## Memòria
El 13 de novembre de 2013 es va inaugurar una placa commemorativa a la seva persona a la ciutat de Pórkhov. El dret d'obertura es va concedir a la filla i la néta de l'heroi, que van venir d'Odessa per a aquest esdeveniment. Nadezhda Txèkóvitx va agrair al poble de Pórkhov la memòria al seu pare.
L'11 de gener de 2014 es va celebrar a Pskov una reunió dels primers secretaris dels comitès de ciutats i districtes del Partit Comunista de la Federació Russa de la regió de Pskov. Els diputats comunistes van proposar atorgar-li el títol d'Heroi de Rússia (a títol pòstum).